# Saison 2017-2018 de l'AS Saint-Étienne
Maillots
Chronologie
Saison précédente Saison suivante
Lors de la saison 2017-2018, l'AS Saint-Étienne participe à la Ligue 1 pour la 65e fois, à la Coupe de France pour la 84e fois et à la Coupe de la Ligue pour la 24e fois.
Le club fête également ses 84 années d'existence.

## Pré-saison
À la suite du départ de Christophe Galtier, en poste depuis décembre 2009, à l'issue de la saison précédente, les dirigeants de l'AS Saint-Étienne nomme Óscar García Junyent comme entraîneur principal, le 15 juin 2017. Le coach catalan, en provenance du club autrichien du Red Bull Salzbourg où il a réalisé le doublé coupe-championnat ces deux dernières années, signe un contrat jusqu'en 2019 et arrive dans le Forez avec trois adjoints  : Antonio Puche, Ruben Martinez et Enrique Sanz,.
Après cinq semaines de coupure, les joueurs stéphanois reprennent l'entraînement le 26 juin, devant plus de huit cents personnes massées dans la tribune Le coq sportif du terrain Aimé-Jacquet ; cette tribune est par ailleurs inaugurée officiellement trois jours plus tard, en marge de la présentation des nouvelles tenues au Centre de l'Étrat. Les Verts partent ensuite en stage au Chambon-sur-Lignon, en Haute-Loire, du 9 au 15 juillet.
Le premier match de préparation, en amical, oppose l'ASSE au club suisse du FC Stade Nyonnais, à l'Envol Stadium d'Andrézieux-Bouthéon, le 5 juillet. La première période, laborieuse, est marquée par deux contre-attaques helvétiques trouvant le chemin des filets dans les premières minutes ; Romain Hamouma réussit à réduire le score mais les Suisses triplent la mise juste avant la mi-temps. Les Stéphanois parviennent par la suite à dominer les joueurs de Nyon lors de la seconde période, mais ne peuvent obtenir qu'un pénalty, transformé par Nolan Roux, sans pouvoir égaliser ou l'emporter (défaite, 2-3). Trois jours plus tard, le 8 juillet, les hommes d'Óscar García décrochent leur première victoire en préparation face à l'AC Ajaccio au Puy-en-Velay, grâce à Robert Berić, avec un coup de pied de réparation, en première période et Jonathan Bamba, avec une bicyclette, à l'heure de jeu ; le match est également marqué par l'expulsion litigieuse de Vincent Pajot lors de la première demi-heure (victoire, 2-0). Les Verts continuent sur leur lancée face au Dijon FCO, le 15 juillet à nouveau à Andrézieux-Bouthéon, en dominant les Bourguignons dès les premières minutes de la confrontation. À la pause, l'AS Saint-Étienne a déjà fait le break grâce à un doublé de Jonathan Bamba et une réalisation de Léo Lacroix ; le néo-Stéphanois Loïs Diony viendra inscrire son premier but, contre son ancien club, en fin de partie (victoire, 4-0). Contre la Real Sociedad à Biarritz, le 22 juillet, Oussama Tannane marque dès l'entame du match, permettant aux Verts de mener au score durant presque toute la rencontre ; mais si l'équipe stéphanoise multiplie les occasions pour aggraver le résultat, les Basques, dont l'effectif est grandement renouvelé dans la dernière demi-heure, parviennent à égaliser in extremis. Les joueurs du Forez concèdent alors leur premier match nul (1-1). Le 26 juillet, face à l'équipe-type du Montpellier HSC au Grau-du-Roi, García décide de faire tourner son effectif, en préservant certains cadres et en mettant en avant huit jeunes du centre de formation, tout en expérimentant un nouveau schéma tactique ; les offensives montpellieraines se heurtent au portier Jessy Moulin et les Stéphanois sont loin de démériter dans cette confrontation, mais les joueurs de la Paillade arrivent à l'emporter en transformant un pénalty avant l'heure de jeu (défaite, 1-0). Malheureusement, les Verts ne parviennent pas à inverser la tendance lors du dernier match amical d'avant-saison, trois jours plus tard, le 29 juillet, contre le Southampton FC à Chambéry. Si le club du Forez tient tête aux Anglais en première période, ces derniers renversent la situation en seconde mi-temps en moins de deux minutes, avec deux buts ; malgré l'entrée en jeu de nombreux remplaçants, l'ASSE concède un dernier but en fin de rencontre (défaite, 0-3).

## Transferts

### Transferts estivaux
| Nom                 | Nationalité   | Poste     | Transfert                        | Provenance/Destination   | Division             |
| ------------------- | ------------- | --------- | -------------------------------- | ------------------------ | -------------------- |
| Arrivées            |               |           |                                  |                          |                      |
| Loïs Diony          | France        | Attaquant | Transfert (8,5 millions d’euros) | Dijon FCO                | Ligue 1              |
| Assane Dioussé      | Sénégal       | Milieu    | Transfert (5 millions d’euros)   | Empoli FC                | Serie B              |
| Gabriel Silva       | Brésil        | Défenseur | Transfert (2,5 millions d’euros) | Udinese Calcio           | Serie A              |
| Alexandros Katranis | Grèce         | Défenseur | Transfert (720 000 euros)        | Atromitos FC             | Super League         |
| Saidy Janko         | Suisse        | Défenseur | Transfert (montant inconnu)      | Celtic FC                | Scottish Premiership |
| Vagner Dias         | Cap-Vert      | Attaquant | Libre                            | Gil Vicente FC           | LigaPro              |
| Rémy Cabella        | France        | Milieu    | Prêt                             | Olympique de Marseille   | Ligue 1              |
| Hernani             | Brésil        | Milieu    | Prêt                             | Zénith Saint-Pétersbourg | Première Ligue       |
| Jonathan Bamba      | France        | Attaquant | Retour de prêt                   | Angers SCO               | Ligue 1              |
| Benjamin Karamoko   | Côte d'Ivoire | Défenseur | Retour de prêt                   | US Créteil-Lusitanos     | National 1           |
| Neal Maupay         | France        | Attaquant | Retour de prêt                   | Stade brestois 29        | Ligue 2              |
| Dylan Saint-Louis   | France        | Attaquant | Retour de prêt                   | Stade lavallois          | National 1           |
| Dylan Chambost      | France        | Milieu    | Premier contrat professionnel    | AS Saint-Étienne B       | National 3           |
| Lamine Ghezali      | France        | Attaquant | Premier contrat professionnel    | AS Saint-Étienne B       | National 3           |
| Mickaël Nadé        | France        | Défenseur | Premier contrat professionnel    | AS Saint-Étienne B       | National 3           |
| Hugo Roussey        | France        | Attaquant | Premier contrat professionnel    | AS Saint-Étienne B       | National 3           |
| Samy Baghdadi       | France        | Attaquant | Premier contrat professionnel    | AS Saint-Étienne B       | National 3           |
| Mickaël Panos       | France        | Défenseur | Premier contrat professionnel    | AS Saint-Étienne B       | National 3           |
| Départs             |               |           |                                  |                          |                      |
| Kévin Malcuit       | France        | Défenseur | Transfert (9 millions d’euros)   | Lille OSC                | Ligue 1              |
| Neal Maupay         | France        | Attaquant | Transfert (2 millions d’euros)   | Brentford FC             | Championship         |
| Fabien Lemoine      | France        | Milieu    | Transfert (1 million d’euros)    | FC Lorient               | Ligue 2              |
| Jérémy Clément      | France        | Milieu    | Transfert (montant inconnu)      | AS Nancy-Lorraine        | Ligue 2              |
| Nolan Roux          | France        | Attaquant | Transfert (montant inconnu)      | FC Metz                  | Ligue 1              |
| Robert Berić        | Slovénie      | Attaquant | Prêt                             | RSC Anderlecht           | Division 1A          |
| Clément Cabaton     | France        | Défenseur | Prêt                             | ASF Andrézieux-Bouthéon  | National 2           |
| Jorginho            | Portugal      | Attaquant | Prêt                             | GD Chaves                | Primeira Liga        |
| Arnaud Nordin       | France        | Attaquant | Prêt                             | AS Nancy-Lorraine        | Ligue 2              |
| Pierre-Yves Polomat | France        | Défenseur | Prêt                             | AJ Auxerre               | Ligue 2              |
| Oussama Tannane     | Maroc         | Attaquant | Prêt                             | UD Las Palmas            | Liga                 |
| Henri Saivet        | Sénégal       | Milieu    | Retour de prêt                   | Newcastle United         | Championship         |
| Jordan Veretout     | France        | Milieu    | Retour de prêt                   | Aston Villa FC           | Championship         |
| Benjamin Corgnet    | France        | Milieu    | Fin de contrat                   | RC Strasbourg Alsace     | Ligue 1              |
| Jerrold Nyemeck     | France        | Défenseur | Fin de contrat                   | CS Sedan Ardennes        | National 2           |
| Dylan Saint-Louis   | Congo         | Attaquant | Fin de contrat                   | Paris FC                 | Ligue 2              |

Libre de tout contrat, Benjamin Corgnet est le premier joueur à quitter l'AS Saint-Étienne, à l'issue de la saison précédente ; il s'engage par la suite, le 3 juillet 2017, en faveur du RC Strasbourg, champion de Ligue 2 en titre.
Le 7 juillet, le club stéphanois officialise ses deux premières recrues pour la saison 2017-2018 : l'attaquant dijonnais Loïs Diony, et le défenseur du Celtic Glasgow Saidy Janko, qui ont tous deux paraphé un contrat de 4 ans. Le lendemain, le départ de Kévin Malcuit pour le LOSC Lille est officialisé.
Une semaine plus tard, le 14 juillet, l'ASSE annonce le transfert de Neal Maupay, prêté la saison précédente au Stade brestois, chez les Bees du Brentford FC, évoluant en Championship,. Le 18 juillet, après six saisons dans le Forez, Fabien Lemoine rejoint le FC Lorient, ; le lendemain, Nolan Roux quitte à son tour le club ligérien pour rejoindre le FC Metz,. Pierre-Yves Polomat est quant à lui prêté, sans option d'achat, à l'AJ Auxerre le 22 juillet,. Un autre prêt sans option d'achat intervient le 31 juillet, avec celui de Jorginho au club portugais du GD Chaves,.
Le 1er août, l'AS Saint-Étienne officialise sa troisième recrue de la saison en la personne d'Assane Dioussé, qui évoluait jusque-là dans le championnat italien avec son club formateur du Empoli FC ; le milieu défensif sénégalais paraphe alors un contrat de cinq ans avec les Verts.
Le 7 août, Arnaud Nordin est prêté jusqu'en fin de saison à l'AS Nancy-Lorraine,. Le lendemain, tandis que Romain Hamouma prolonge sa carrière dans le Forez jusqu'en 2021, l'ASSE enregistre sa quatrième recrue du mercato estival avec le milieu offensif brésilien Hernani, prêté pour le reste de la saison, sans option d'achat, par le club russe du Zénith Saint-Petersbourg. De nouveau un jour plus tard, l’international espoir grec Alexandros Katranis, qui évoluait jusque-là en défense à l'Atromitos FC, et le Brésilien champion du monde des moins de 20 ans Gabriel Silva, latéral gauche à l'Udinese Calcio, deviennent les cinquième et sixième recrues stéphanoises en signant, respectivement, un contrat de cinq ans et de trois ans. À l'ASSE depuis l'été 2011, Jérémy Clément quitte le département de la Loire pour celui de la Meurthe-et-Moselle, en paraphant un contrat de deux ans à l'AS Nancy-Lorraine, le 16 août,.
Lors de l'ultime semaine du mercato d'été, l'AS Saint-Étienne enregistre le départ en prêt sans option d'achat de Robert Berić vers le club belge du RSC Anderlecht, le 30 août,. Le lendemain, dans les dernières heures avant la clôture de la période de transfert, le milieu offensif Rémy Cabella devient la septième recrue des Verts, prêté sans option d'achat par l'Olympique de Marseille jusqu'à la fin de la saison,.
Le 1er septembre, Oussama Tannane quitte l'ASSE pour rejoindre l'UD Las Palmas aux îles Canaries, sous forme de prêt avec option d'achat,.

### Transferts hivernaux
| Nom                 | Nationalité   | Poste     | Transfert                        | Fin du contrat          | Provenance/Destination |
| ------------------- | ------------- | --------- | -------------------------------- | ----------------------- | ---------------------- |
| Arrivées            |               |           |                                  |                         |                        |
| Mathieu Debuchy     | France        | Défenseur | Libre                            | Arsenal FC              | Premier League         |
| Yann M'Vila         | France        | Milieu    | Libre                            | Rubin Kazan             | Première Ligue         |
| Neven Subotić       | Serbie        | Défenseur | Libre                            | Borussia Dortmund       | Bundesliga             |
| Paul-Georges Ntep   | France        | Attaquant | Prêt                             | VfL Wolfsburg           | Bundesliga             |
| Robert Berić        | Slovénie      | Attaquant | Retour de prêt                   | RSC Anderlecht          | Division 1A            |
| Oussama Tannane     | Maroc         | Attaquant | Retour de prêt                   | UD Las Palmas           | Liga                   |
| Makhtar Gueye       | Sénégal       | Attaquant | Premier contrat professionnel    | Union sportive de Gorée | Ligue 2 sénégalaise    |
| Bilal Benkhedim     | France        | Milieu    | Premier contrat professionnel    | AS Saint-Étienne B      | National 3             |
| Départs             |               |           |                                  |                         |                        |
| Bryan Dabo          | France        | Milieu    | Transfert (4,5 millions d’euros) | ACF Fiorentina          | Serie A                |
| Florentin Pogba     | Guinée        | Défenseur | Transfert (4,5 millions d’euros) | Gençlerbirliği SK       | Süper Lig              |
| Alexander Søderlund | Norvège       | Attaquant | Transfert (500 000 euros)        | Rosenborg BK            | Eliteserien            |
| Loïs Diony          | France        | Attaquant | Prêt                             | Bristol City FC         | Championship           |
| Léo Lacroix         | Suisse        | Défenseur | Prêt                             | FC Bâle                 | Super League           |
| Rayan Souici        | France        | Défenseur | Prêt                             | Entente SSG             | National               |
| Habib Maïga         | Côte d'Ivoire | Milieu    | Prêt                             | Arsenal Tula            | Première ligue Russe   |
| Erin Pinheiro       | Cap Vert      | Milieu    | Prêt                             | FK Haugesund            | Eliteserien            |
| Benjamin Karamoko   | Côte d'Ivoire | Défenseur | Libre                            | FK Haugesund            | Eliteserien            |

Le 3 janvier 2018, le RSC Anderlecht et l'AS Saint-Étienne concluent un accord quant à la résiliation du prêt de Robert Berić ; l'attaquant slovène fait donc son retour dans le Forez pour la seconde partie du championnat,.
Deux jours plus tard, le club stéphanois indique avoir trouvé un accord à hauteur de 3,7 millions d'euros avec le club belge de La Gantoise pour s'attacher les services de l'international serbe Stefan Mitrović, évoluant au poste de défenseur central. Cependant, les résultats des multiples tests médicaux auxquels s’est soumis Stefan Mitrovic ne permettent pas à l’ASSE de conclure le transfert du joueur. Pour aider l'équipe, les verts vont voirs arriver dans leur rang Mathieu Debuchy ou encore Yann M'Vila, deux anciens internationaux français.
Le défenseur central Neven Subotic arrive en provenance du Borussia Dortmund.

## Les joueurs et le club lors de la saison 2017-2018

### Équipementier et sponsors
Le coq sportif habille les joueurs stéphanois pour la troisième année consécutive. Les maillots domicile, extérieur et third des Verts, confectionnés en collaboration avec l'ASSE et ses supporters, sont présentés officiellement le 29 juin 2017, au cours d'une animation au centre administratif, de formation et d'entraînement du club, à L'Étrat,.
Le maillot domicile, principalement composé de coton comme les tenues historiques du club et imperméable, présente un vert bien plus foncé que les précédentes tuniques, inspiré notamment du maillot du dernier titre de champion de France en 1981 (que l'équipementier avait réédité en novembre 2016,). Le col en V, appelé « Modestie », porte de nouveau un liseré bleu-blanc-rouge, mais seulement sur la partie avant cette année ; le liseré est également présent au bout des manches. Enfin, les sponsors sont inscrits en blanc.
La tenue extérieure, voulant rendre hommage à la ville de Saint-Étienne et son histoire, est désormais noire (comme le charbon) ; l'avant du col et les sponsors sont eux en or (couleur de la lampe de mineur ; objet aujourd'hui offert aux nouveaux joueurs du club). À l'intérieur du col se trouve également représentés une pioche et un marteau, surmontés d'une lampe de mineur, à nouveau en doré, symbole des mines se trouvant sous les fondations du stade Geoffroy-Guichard. Vendu à partir du 9 septembre, plus de deux mois après les deux autres, ce maillot sera utilisé pour la première fois par les joueurs stéphanois le lendemain, lors de l'échauffement précédent la rencontre face au SCO d'Angers au stade Geoffroy-Guichard ; chaque tenue sera alors floquée du numéro 42, comme le département de la Loire, et du nom des principaux puits du bassin houiller du territoire,,. La tunique noire sera entre autres portée par la suite lors de la venue du FC Nantes, début décembre, à l'occasion de la Sainte-Barbe, la fête des mineurs,,.
La troisième tunique, issue de la ligne dite « Tricolore », est quant à elle essentiellement blanche. Si le liseré est de retour au niveau du col, celui-ci est désormais vert foncé-blanc-noir ; ce même liseré tricolore est d'ailleurs intégré à la manche gauche du maillot. Les sponsors sont de couleur verte foncée.
Au niveau du sponsoring, Eovi Mcd mutuelle, sponsor maillot depuis 2015 et ce pour trois saisons, reste toujours présent à l'avant de la tenue ; de même pour le Conseil départemental de la Loire, NetBet et Markal, qui conservent leur place sur le maillot (respectivement au-dessus du sponsor principal, au niveau de l'épaule droite et sur la manche gauche), la société spécialisée dans le secteur des céréales et produits biologiques ayant par ailleurs renouvelé son partenariat jusqu'en 2021. Le Groupe Sweetcom, spécialisé dans l'énergie, fait quant à lui son apparition au bas du dos à partir de cette saison,. Par ailleurs, Piscines Desjoyaux restent présents à l'arrière du short.

## Statistiques

### Classement des buteurs
Mise à jour le 14 janvier 2018.
| Place | Nom                 | Ligue 1 | Coupe de France | Coupe de la Ligue | TOTAL des BUTS |
| 1     | Jonathan Bamba      | 5 buts  | 1 but           | -                 | 6 buts         |
| 2     | Hernani             | 3 buts  | -               | 1 but             | 4 buts         |
| 3     | Bryan Dabo          | 2 buts  | -               | -                 | 2 buts         |
| 3     | Vincent Pajot       | 2 buts  | -               | -                 | 2 buts         |
| 3     | Robert Berić        | 1 but   | 1 but           | -                 | 2 buts         |
| 5     | Romain Hamouma      | 1 but   | -               | -                 | 1 but          |
| 5     | Rémy Cabella        | 1 but   | -               | -                 | 1 but          |
| 5     | Gabriel Silva       | 1 but   | -               | -                 | 1 but          |
| 5     | Habib Maïga         | 1 but   | -               | -                 | 1 but          |
| 5     | Assane Dioussé      | 1 but   | -               | -                 | 1 but          |
| 5     | Kevin Monnet-Paquet | 1 but   | -               | -                 | 1 but          |
| #     | Contre son camp     | 1 but   | -               | -                 | 1 but          |
| Total | 11 buteurs          | 20 buts | 2 buts          | 1 but             | 23 buts        |

### Classement des passeurs décisifs
Mise à jour le 14 janvier 2018.
| Place | Nom                 | Ligue 1            | Coupe de France  | Coupe de la Ligue | TOTAL des PASSES DÉCISIVES |
| 1     | Jonathan Bamba      | 3 passes décisives | -                | -                 | 3 passes décisives         |
| 1     | Rémi Cabella        | 2 passes décisives | 1 passe décisive | -                 | 3 passes décisives         |
| 3     | Vincent Pajot       | 1 passe décisive   | -                | -                 | 1 passe décisive           |
| 3     | Oussama Tannane     | 1 passe décisive   | -                | -                 | 1 passe décisive           |
| 3     | Loïc Perrin         | 1 passe décisive   | -                | -                 | 1 passe décisive           |
| 3     | Alexander Søderlund | 1 passe décisive   | -                | -                 | 1 passe décisive           |
| Total | 6 passeurs décisifs | 9 passes décisives | 1 passe décisive | -                 | 10 passes décisives        |

### Statistiques des cartons

#### Cartons jaunes
Mise à jour le 11 décembre 2017.
| Place | Nom                       | Ligue 1           | Coupe de France | Coupe de la Ligue | TOTAL des CARTONS JAUNES |
| 1     | Bryan Dabo                | 7 cartons jaunes  | -               | -                 | 7 cartons jaunes         |
| 2     | Kévin Théophile-Catherine | 5 cartons jaunes  | -               | -                 | 5 cartons jaunes         |
| 2     | Saidy Janko               | 5 cartons jaunes  | -               | -                 | 5 cartons jaunes         |
| 3     | Ole Kristian Selnæs       | 4 cartons jaunes  | -               | -                 | 4 cartons jaunes         |
| 3     | Léo Lacroix               | 3 carton jaune    | -               | 1 carton jaune    | 4 cartons jaunes         |
| 4     | Vincent Pajot             | 3 cartons jaunes  | -               | -                 | 3 cartons jaunes         |
| 5     | Romain Hamouma            | 2 cartons jaunes  | -               | -                 | 2 cartons jaunes         |
| 5     | Habib Maïga               | 2 cartons jaunes  | -               | -                 | 1 carton jaune           |
| 5     | Ronaël Pierre-Gabriel     | 2 cartons jaunes  | -               | -                 | 2 cartons jaunes         |
| 5     | Assane Dioussé            | 2 cartons jaunes  | -               | -                 | 2 cartons jaunes         |
| 5     | Hernani                   | 1 carton jaune    | -               | 1 carton jaune    | 2 cartons jaunes         |
| 4     | Oussama Tannane           | 1 carton jaune    | -               | -                 | 1 carton jaune           |
| 4     | Rémi Cabella              | 1 carton jaune    | -               | -                 | 1 carton jaune           |
| 4     | Cheikh M'Bengue           | 1 carton jaune    | -               | -                 | 1 carton jaune           |
| 4     | Loïc Perrin               | 1 carton jaune    | -               | -                 | 1 carton jaune           |
| 4     | Florentin Pogba           | 1 carton jaune    | -               | -                 | 1 carton jaune           |
| Total | 16 joueurs avertis        | 41 cartons jaunes | -               | 2 cartons jaunes  | 43 cartons jaunes        |

#### Cartons rouges
Mise à jour le 11 décembre 2017.
| Place | Nom                   | Ligue 1          | Coupe de France | Coupe de la Ligue | TOTAL des CARTONS ROUGES |
| 1     | Vincent Pajot         | 1 carton rouge   | -               | -                 | 1 carton rouge           |
| 1     | Hernani               | 1 carton rouge   | -               | -                 | 1 carton rouge           |
| 1     | Gabriel Silva         | 1 carton rouge   | -               | -                 | 1 carton rouge           |
| 1     | Léo Lacroix           | 1 carton rouge   | -               | -                 | 1 carton rouge           |
| 1     | Ronaël Pierre-Gabriel | 1 carton rouge   | -               | -                 | 1 carton rouge           |
| Total | 5 joueurs expulsés    | 5 cartons rouges | -               | -                 | 5 cartons rouges         |

### Les onze de départ
Mise à jour le 13 décembre 2017.

### Statistiques individuelles
Mise à jour le 30 juin 2018.
| no | Nat. | Nom                    | Championnat | Championnat | Championnat | Championnat | Championnat  | Coupe de France | Coupe de France | Coupe de France | Coupe de France | Coupe de France | Coupe de la Ligue | Coupe de la Ligue | Coupe de la Ligue | Coupe de la Ligue | Coupe de la Ligue | Total | Total | Total | Total  | Total        |
| no | Nat. | Nom                    | MJ          | B           | Pd          | Averti      | Carton rouge | MJ              | B               | Pd              | Averti          | Carton rouge    | MJ                | B                 | Pd                | Averti            | Carton rouge      | MJ    | B     | Pd    | Averti | Carton rouge |
| -- | ---- | ---------------------- | ----------- | ----------- | ----------- | ----------- | ------------ | --------------- | --------------- | --------------- | --------------- | --------------- | ----------------- | ----------------- | ----------------- | ----------------- | ----------------- | ----- | ----- | ----- | ------ | ------------ |
| 16 |      | S. Ruffier             | 35          | 0           | 0           | 1           | 1            | -               | -               | -               | -               | -               | 1                 | 0                 | 0                 | 0                 | 0                 | 36    | 0     | 0     | 1      | 1            |
| 30 |      | J. Moulin              | 3+1         | 0           | 0           | 1           | 0            | 2               | 0               | 0               | 1               | 0               | -                 | -                 | -                 | -                 | -                 | 5+1   | 0     | 0     | 2      | 0            |
| 2  |      | K. Théophile-Catherine | 24+1        | 0           | 0           | 6           | 0            | 1               | 0               | 0               | 1               | 0               | 1                 | 0                 | 0                 | 0                 | 0                 | 26+1  | 0     | 0     | 7      | 0            |
| 4  |      | L. Lacroix             | 8+3         | 0           | 0           | 3           | 1            | 1               | 0               | 0               | 0               | 0               | 1                 | 0                 | 0                 | 1                 | 0                 | 10+3  | 0     | 0     | 4      | 1            |
| 11 |      | G. Silva               | 23+2        | 1           | 2           | 2           | 1            | 1               | 0               | 0               | 0               | 0               | 0+1               | 0                 | 0                 | 0                 | 0                 | 24+3  | 1     | 2     | 2      | 1            |
| 12 |      | C. M'Bengue            | 6+1         | 0           | 0           | 2           | 0            | 2               | 0               | 1               | 0               | 0               | 1                 | 0                 | 0                 | 0                 | 0                 | 9+1   | 0     | 1     | 2      | 0            |
| 15 |      | S. Janko               | 16+5        | 0           | 0           | 5           | 0            | -               | -               | -               | -               | -               | 1                 | 0                 | 0                 | 0                 | 0                 | 17+5  | 0     | 0     | 5      | 0            |
| 19 |      | F. Pogba               | 4+1         | 0           | 0           | 1           | 0            | 1               | 0               | 0               | 1               | 0               | -                 | -                 | -                 | -                 | -                 | 5+1   | 0     | 0     | 2      | 0            |
| 24 |      | L. Perrin              | 28          | 0           | 1           | 3           | 0            | -               | -               | -               | -               | -               | -                 | -                 | -                 | -                 | -                 | 28    | 0     | 1     | 3      | 0            |
| 26 |      | M. Debuchy             | 15          | 4           | 0           | 1           | 0            | -               | -               | -               | -               | -               | -                 | -                 | -                 | -                 | -                 | 15    | 4     | 0     | 1      | 0            |
| 28 |      | N. Subotić             | 16          | 2           | 1           | 1           | 0            | -               | -               | -               | -               | -               | -                 | -                 | -                 | -                 | -                 | 16    | 2     | 1     | 1      | 0            |
| 29 |      | R. Pierre-Gabriel      | 13+3        | 0           | 0           | 2           | 1            | 1               | 0               | 0               | 1               | 0               | -                 | -                 | -                 | -                 | -                 | 14+3  | 0     | 0     | 3      | 1            |
| -  |      | B. Karamoko            | -           | -           | -           | -           | -            | 1               | 0               | 0               | 0               | 0               | -                 | -                 | -                 | -                 | -                 | 1     | 0     | 0     | 0      | 0            |
| 5  |      | V. Pajot               | 15+5        | 2           | 2           | 5           | 1            | -               | -               | -               | -               | -               | 1                 | 0                 | 0                 | 0                 | 0                 | 16+5  | 2     | 2     | 5      | 1            |
| 6  |      | Y. M'Vila              | 17          | 0           | 0           | 1           | 0            | -               | -               | -               | -               | -               | -                 | -                 | -                 | -                 | -                 | 17    | 0     | 0     | 1      | 0            |
| 7  |      | B. Dabo                | 15+1        | 2           | 0           | 10          | 0            | 1               | 0               | 0               | 0               | 0               | -                 | -                 | -                 | -                 | -                 | 16+1  | 2     | 0     | 10     | 0            |
| 8  |      | A. Dioussé             | 17+8        | 1           | 0           | 4           | 0            | 0+1             | 0               | 0               | 0               | 0               | -                 | -                 | -                 | -                 | -                 | 17+9  | 1     | 0     | 4      | 0            |
| 10 |      | R. Cabella             | 25+1        | 7           | 6           | 3           | 0            | 1               | 0               | 1               | 0               | 0               | -                 | -                 | -                 | -                 | -                 | 26+1  | 7     | 7     | 3      | 0            |
| 13 |      | H. Maïga               | 7+6         | 1           | 0           | 2           | 0            | 1               | 1               | 0               | 0               | 0               | -                 | -                 | -                 | -                 | -                 | 8+6   | 2     | 0     | 2      | 0            |
| 17 |      | O. Selnæs              | 23+3        | 0           | 2           | 9           | 0            | 2               | 0               | 0               | 1               | 0               | 1                 | 0                 | 0                 | 0                 | 0                 | 26+3  | 0     | 2     | 10     | 0            |
| 20 |      | Hernani                | 5+9         | 3           | 0           | 2           | 1            | 2               | 0               | 0               | 1               | 0               | 1                 | 1                 | 0                 | 1                 | 0                 | 8+9   | 4     | 0     | 4      | 1            |
| -  |      | R. Souici              | 0+1         | 0           | 0           | 0           | 0            | -               | -               | -               | -               | -               | -                 | -                 | -                 | -                 | -                 | 0+1   | 0     | 0     | 0      | 0            |
| -  |      | D. Chambost            | -           | -           | -           | -           | -            | 0+1             | 0               | 0               | 0               | 0               | -                 | -                 | -                 | -                 | -                 | 0+1   | 0     | 0     | 0      | 0            |
| -  |      | M. Camara              | -           | -           | -           | -           | -            | 0+1             | 0               | 0               | 0               | 0               | -                 | -                 | -                 | -                 | -                 | 0+1   | 0     | 0     | 0      | 0            |
| 7  |      | P. Ntep                | 5+8         | 1           | 0           | 2           | 0            | -               | -               | -               | -               | -               | -                 | -                 | -                 | -                 | -                 | 5+8   | 1     | 0     | 2      | 0            |
| 9  |      | L. Diony               | 11+5        | 0           | 0           | 0           | 0            | 1               | 0               | 0               | 0               | 0               | -                 | -                 | -                 | -                 | -                 | 12+5  | 0     | 0     | 0      | 0            |
| 14 |      | J. Bamba               | 27+7        | 7           | 8           | 1           | 0            | 1+1             | 1               | 1               | 0               | 0               | 1                 | 0                 | 0                 | 0                 | 0                 | 29+8  | 8     | 9     | 1      | 0            |
| 21 |      | R. Hamouma             | 22+7        | 5           | 3           | 4           | 0            | 2               | 0               | 0               | 0               | 0               | 0+1               | 0                 | 0                 | 0                 | 0                 | 24+8  | 5     | 3     | 4      | 0            |
| 22 |      | K. Monnet-Paquet       | 21+9        | 2           | 3           | 0           | 0            | -               | -               | -               | -               | -               | 1                 | 0                 | 0                 | 0                 | 0                 | 22+9  | 2     | 3     | 0      | 0            |
| 23 |      | A. Søderlund           | 2+10        | 0           | 1           | 0           | 1            | 1               | 0               | 0               | 0               | 0               | 1                 | 0                 | 0                 | 0                 | 0                 | 4+10  | 0     | 1     | 0      | 1            |
| 25 |      | O. Tannane             | 2+1         | 0           | 1           | 1           | 0            | -               | -               | -               | -               | -               | -                 | -                 | -                 | -                 | -                 | 2+1   | 0     | 1     | 1      | 0            |
| 27 |      | R. Berić               | 12+3        | 7           | 1           | 0           | 0            | 0+1             | 1               | 0               | 0               | 0               | -                 | -                 | -                 | -                 | -                 | 12+4  | 8     | 1     | 0      | 0            |
| -  |      | Vágner                 | 1+3         | 0           | 0           | 0           | 0            | 0+1             | 0               | 0               | 0               | 0               | -                 | -                 | -                 | -                 | -                 | 1+4   | 0     | 0     | 0      | 0            |

#### Joueurs prêtés
Mise à jour le 30 juin 2018.
| Nat. | Nom          | Club en prêt                             | Championnat | Championnat | Championnat | Championnat  | Coupes nationales | Coupes nationales | Coupes nationales | Coupes nationales | Coupe d'Europe | Coupe d'Europe | Coupe d'Europe | Coupe d'Europe | Total | Total | Total  | Total        |
| Nat. | Nom          | Club en prêt                             | MJ          | B           | Averti      | Carton rouge | MJ                | B                 | Averti            | Carton rouge      | MJ             | B              | Averti         | Carton rouge   | MJ    | B     | Averti | Carton rouge |
| ---- | ------------ | ---------------------------------------- | ----------- | ----------- | ----------- | ------------ | ----------------- | ----------------- | ----------------- | ----------------- | -------------- | -------------- | -------------- | -------------- | ----- | ----- | ------ | ------------ |
|      | C. Cabaton   | ASF Andrézieux-Bouthéon (National 2)     | 28+1        | 5           | 3           | 0            | 2                 | 0                 | 0                 | 0                 | -              | -              | -              | -              | 30+1  | 5     | 3      | 0            |
|      | L. Lacroix   | FC Bâle (Super League)                   | 7+2         | 0           | 2           | 0            | 1                 | 0                 | 1                 | 0                 | 2              | 0              | 1              | 0              | 10+2  | 0     | 4      | 0            |
|      | P-Y. Polomat | AJ Auxerre (Ligue 2)                     | 28          | 1           | 5           | 1            | 4                 | 1                 | 1                 | 0                 | -              | -              | -              | -              | 32    | 2     | 6      | 1            |
|      | H. Maïga     | Arsenal Tula (Première ligue Russe)      | 1           | 0           | 0           | 0            | -                 | -                 | -                 | -                 | -              | -              | -              | -              | 1     | 0     | 0      | 0            |
|      | E. Pinheiro  | FK Haugesund (Eliteserien)               | -           | -           | -           | -            | -                 | -                 | -                 | -                 | -              | -              | -              | -              | -     | -     | -      | -            |
|      | R. Souici    | Entente Sannois Saint-Gratien (National) | 6+3         | 0           | 1           | 0            | -                 | -                 | -                 | -                 | -              | -              | -              | -              | 6+3   | 0     | 1      | 0            |
|      | R. Berić     | RSC Anderlecht (Jupiler Pro League)      | 1+5         | 0           | 0           | 0            | -                 | -                 | -                 | -                 | -              | -              | -              | -              | 1+5   | 0     | 0      | 0            |
|      | L. Diony     | Bristol City FC (Championship)           | 1+6         | 0           | 0           | 0            | -                 | -                 | -                 | -                 | -              | -              | -              | -              | 1+6   | 0     | 0      | 0            |
|      | Jorginho     | GD Chaves (Liga NOS)                     | 4+16        | 1           | 0           | 0            | 1                 | 0                 | 0                 | 0                 | -              | -              | -              | -              | 5+16  | 1     | 0      | 0            |
|      | A. Nordin    | AS Nancy-Lorraine (Ligue 2)              | 23+4        | 4           | 0           | 0            | 3                 | 2                 | 0                 | 0                 | -              | -              | -              | -              | 26+4  | 6     | 0      | 0            |
|      | O. Tannane   | UD Las Palmas (LaLiga Santander)         | 7+3         | 0           | 1           | 0            | 0+1               | 0                 | 1                 | 0                 | -              | -              | -              | -              | 7+4   | 0     | 2      | 0            |

### Bilan sportif de l'équipe première
| Compétition       | Débute au tour | Termine | Matches joués | Gagnés | Nuls | Perdus | Buts pour | Buts contre | Différence |
| ----------------- | -------------- | ------- | ------------- | ------ | ---- | ------ | --------- | ----------- | ---------- |
| Ligue 1           | -              | -       |               |        |      |        |           |             |            |
| Coupe de France   | 1/32 de finale |         |               |        |      |        |           |             |            |
| Coupe de la Ligue | 1/16 de finale |         |               |        |      |        |           |             |            |
| Total             | -              | -       |               |        |      |        |           |             |            |

### Statistiques européennes du club
Mise à jour le 6 mars 2018 (prochaine prévue le mois suivant).
Nombre de points des Verts dans le classement européen des clubs de football :
| -      | 2017  | 2017 | 2017  | 2017 | 2017 | 2017 | 2018  | 2018  | 2018 | 2018  | 2018 | 2018 |
| -      | Juil. | août | Sept. | Oct. | Nov. | Déc. | Janv. | Févr. | mars | avril | mai  | juin |
| Points | 491   | 503  |       |      | 505  | 504  | 502   |       | 516  | 524   |      |      |
| Place  | 52e   | 52e  |       |      | 54e  | 54e  | 54e   |       | 54e  | 54e   |      |      |

Évolution du coefficient UEFA de l'AS Saint Étienne lors de la saison 2017-2018 :
| -     | 2017   | 2017   | 2017  | 2017 | 2017   | 2017   | 2018   | 2018  | 2018   | 2018   | 2018 | 2018 |
| -     | Juil.  | août   | Sept. | Oct. | Nov.   | Déc.   | Janv.  | Févr. | mars   | avril  | mai  | juin |
| Coef. | 33.833 | 33.866 |       |      | 24.500 | 24.500 | 24.500 |       | 24.500 | 24.500 |      |      |
| Place | 48e    | 49e    |       |      | 58e    | 58e    | 58e    |       | 58e    | 59e    |      |      |

### Matchs amicaux
| Date       | N o | Adversaire                           | Lieu                | Résultat | Buteurs pour Saint-Étienne                 |
| ---------- | --- | ------------------------------------ | ------------------- | -------- | ------------------------------------------ |
| 05/07/2017 | #1  | FC Stade Nyonnais (Promotion League) | Andrézieux-Bouthéon | 2 - 3    | Hamouma 33e, Roux 78e (pen.)               |
| 08/07/2017 | #2  | AC Ajaccio (Ligue 2)                 | Puy-en-Velay        | 2 - 0    | Berić 12e (pen.), Bamba 62e                |
| 15/07/2017 | #3  | Dijon FCO (Ligue 1)                  | Andrézieux-Bouthéon | 4 - 0    | Bamba 8e, Lacroix 16e, Dabo 32e, Diony 78e |
| 22/07/2017 | #4  | Real Sociedad (LaLiga Santander)     | Biarritz            | 1 - 1    | Tannane 1re                                |
| 26/07/2017 | #5  | Montpellier HSC (Ligue 1)            | Le Grau-du-Roi      | 1 - 0    |                                            |
| 29/07/2017 | #6  | Southampton FC (Premier League)      | Chambéry            | 0 - 3    |                                            |

### Championnat
La Ligue 1 2017-2018 est la quatre-vingtième édition du championnat de France de football et la seizième sous l'appellation « Ligue 1 » ; le nom de l'enseigne Conforama y est depuis cette saison accolé, par le biais du naming. La division oppose vingt clubs en une série de trente-huit rencontres. Les meilleurs de ce championnat se qualifient pour les coupes d'Europe que sont la Ligue des champions (le podium) et la Ligue Europa (le quatrième et les vainqueurs des coupes nationales). L'ASSE participe à cette compétition pour la soixante-cinquième fois de son histoire.
Les relégués à l'issue de la saison précédente, le FC Lorient (barragiste vaincu), l'AS Nancy-Lorraine et le SC Bastia, sont remplacés par le RC Strasbourg (champion de Ligue 2), l'Amiens SC et l'ESTAC Troyes (barragiste vainqueur).

#### Matchs aller
| Date       | N o | Adversaire             | Lieu | Résultat | Buteurs pour Saint-Étienne            | Points | Place |
| ---------- | --- | ---------------------- | ---- | -------- | ------------------------------------- | ------ | ----- |
| 05/08/2017 | J01 | OGC Nice               | Dom. | 1 - 0    | Bamba 4e                              | 3      | 7e    |
| 12/08/2017 | J02 | SM Caen                | Ext. | 0 - 1    | Hamouma 67e                           | 6      | 5e    |
| 19/08/2017 | J03 | Amiens SC              | Dom. | 3 - 0    | Bamba 13e (pen.), Dabo 40e (pen.) 66e | 9      | 3e    |
| 25/08/2017 | J04 | Paris SG               | Ext. | 3 - 0    |                                       | 9      | 3e    |
| 10/09/2017 | J05 | Angers SCO             | Dom. | 1 - 1    | Cabella 1re                           | 10     | 4e    |
| 16/09/2017 | J06 | Dijon FCO              | Ext. | 1 - 0    | Bamba 49e (pen.)                      | 13     | 3e    |
| 24/09/2017 | J07 | Stade rennais          | Dom. | 2 - 2    | Gabriel Silva 45e, Bamba 70e (pen.)   | 14     | 4e    |
| 01/10/2017 | J08 | ESTAC Troyes           | Ext. | 2 - 1    | Hernani 53e                           | 14     | 7e    |
| 14/10/2017 | J09 | FC Metz                | Dom. | 3 - 1    | Pajot 74e, Cafú 85e , Maïga 90+5e     | 17     | 3e    |
| 20/10/2017 | J10 | Montpellier HSC        | Dom. | 0 - 1    |                                       | 17     | 6e    |
| 29/10/2017 | J11 | Toulouse FC            | Ext. | 0 - 0    |                                       | 18     | 6e    |
| 05/11/2017 | J12 | Olympique lyonnais     | Dom. | 0 - 5    |                                       | 18     | 6e    |
| 18/11/2017 | J13 | LOSC Lille             | Ext. | 3 - 1    | Bamba 45e (pen.)                      | 18     | 7e    |
| 25/11/2017 | J14 | RC Strasbourg          | Dom. | 2 - 2    | Hernani 41e Monnet-Paquet 56e         | 19     | 8e    |
| 29/11/2017 | J15 | Girondins de Bordeaux  | Ext. | 3 - 0    |                                       | 19     | 11e   |
| 02/12/2017 | J16 | FC Nantes              | Dom. | 1 - 1    | Pajot 38e                             | 20     | 12e   |
| 09/12/2017 | J17 | Olympique de Marseille | Ext. | 3 - 0    |                                       | 20     | 15e   |
| 16/12/2017 | J18 | AS Monaco              | Dom. | 0 - 4    |                                       | 20     | 16e   |
| 20/12/2017 | J19 | EA Guingamp            | Ext. | 2 - 1    | Hernani 67e                           | 20     | 16e   |

#### Matchs retour
| Date       | N o | Adversaire             | Lieu | Résultat | Buteurs pour Saint-Étienne                       | Points | Place |
| ---------- | --- | ---------------------- | ---- | -------- | ------------------------------------------------ | ------ | ----- |
| 13/01/2018 | J20 | Toulouse FC            | Dom. | 2 - 0    | Berić 45e, Dioussé 86e                           | 23     | 14e   |
| 17/01/2018 | J21 | FC Metz                | Ext. | 3 - 0    |                                                  | 23     | 14e   |
| 20/01/2018 | J22 | OGC Nice               | Ext. | 1 - 0    |                                                  | 23     | 16e   |
| 27/01/2018 | J23 | SM Caen                | Dom. | 2 - 1    | Ntep 35e, Bamba 78e                              | 26     | 14e   |
| 03/02/2018 | J24 | Amiens SC              | Ext. | 0 - 2    | Debuchy 62e, Cabella 85e                         | 29     | 11e   |
| 09/02/2018 | J25 | Olympique de Marseille | Dom. | 2 - 2    | Monnet-Paquet 9e, Berić 75e                      | 30     | 14e   |
| 17/02/2018 | J26 | Angers SCO             | Ext. | 0 - 1    | Berić 75e                                        | 33     | 11e   |
| 25/02/2018 | J27 | Olympique lyonnais     | Ext. | 1 - 1    | Debuchy 90e                                      | 34     | 12e   |
| 03/03/2018 | J28 | Dijon FCO              | Dom. | 2 - 2    | Berić 45+1e 61e                                  | 35     | 13e   |
| 10/03/2018 | J29 | Stade rennais          | Ext. | 1 - 1    | Subotić 35e                                      | 36     | 11e   |
| 18/03/2018 | J30 | EA Guingamp            | Dom. | 2 - 0    | Subotić 29e, Cabella 79e                         | 39     | 9e    |
| 01/04/2018 | J31 | FC Nantes              | Ext. | 0 - 3    | Debuchy 17e, Cabella 54e 63e                     | 42     | 9e    |
| 06/04/2018 | J32 | Paris SG               | Dom. | 1 - 1    | Cabella 17e                                      | 43     | 9e    |
| 14/04/2018 | J33 | RC Strasbourg          | Ext. | 0 - 1    | Debuchy 82e                                      | 46     | 9e    |
| 22/04/2018 | J34 | ESTAC Troyes           | Dom. | 2 - 1    | Berić 69e 74e                                    | 49     | 6e    |
| 27/04/2018 | J35 | Montpellier HSC        | Ext. | 0 - 1    | Hamouma 10e                                      | 52     | 5e    |
| 06/05/2018 | J36 | Girondins de Bordeaux  | Dom. | 1 - 3    | Cabella 28e (pen.)                               | 52     | 6e    |
| 12/05/2018 | J37 | AS Monaco              | Ext. | 1 - 0    |                                                  | 52     | 8e    |
| 19/05/2018 | J38 | LOSC Lille             | Dom. | 5 - 0    | Bamba 7e, Hamouma 13e 40e 61e, Malcuit 66e (csc) | 55     | 7e    |

#### Classement
| Rang | Équipe                 | Pts | J  | G  | N  | P  | Bp | Bc | Diff | Qualification ou relégation                                             |
| ---- | ---------------------- | --- | -- | -- | -- | -- | -- | -- | ---- | ----------------------------------------------------------------------- |
| 4    | Olympique de Marseille | 77  | 38 | 22 | 11 | 5  | 80 | 47 | +33  | Qualification pour la phase de groupes de la Ligue Europa               |
| 5    | Stade rennais FC       | 58  | 38 | 16 | 10 | 12 | 50 | 44 | +6   | Qualification pour la phase de groupes de la Ligue Europa               |
| 6    | Girondins de Bordeaux  | 55  | 38 | 16 | 7  | 15 | 53 | 48 | +5   | Qualification pour le deuxième tour de qualification de la Ligue Europa |
| 7    | AS Saint-Étienne       | 55  | 38 | 15 | 10 | 13 | 47 | 50 | −3   |                                                                         |
| 8    | OGC Nice               | 54  | 38 | 15 | 9  | 14 | 53 | 52 | +1   |                                                                         |
| 9    | FC Nantes              | 52  | 38 | 14 | 10 | 14 | 36 | 41 | −5   |                                                                         |
| 10   | Montpellier Hérault SC | 51  | 38 | 11 | 18 | 9  | 36 | 33 | +3   |                                                                         |

### Coupes nationales

#### Coupe de la Ligue
La Coupe de la Ligue 2017-2018 est la vingt-quatrième édition de la cette compétition à élimination directe organisée par la Ligue de football professionnel (LFP) depuis 1994 et rassemblant uniquement les clubs professionnels de Ligue 1, Ligue 2 et ceux de National 1. Depuis 2009, la LFP a instauré un nouveau format de coupe plus avantageux pour les équipes qualifiées pour une coupe d'Europe.
| Date       | N o         | Adversaire              | Lieu | Résultat          | Buteurs pour Saint-Étienne | Suite    |
| ---------- | ----------- | ----------------------- | ---- | ----------------- | -------------------------- | -------- |
| 25/10/2017 | 1/16e de f. | RC Strasbourg (Ligue 1) | Ext. | 1 - 1 (5 - 4 tab) | Hernani 84e                | Éliminés |

#### Coupe de France
La Coupe de France 2017-2018 est la cent-unième édition de cette compétition à élimination directe mettant aux prises tous les clubs de football amateurs et professionnels à travers la France métropolitaine et les DOM-TOM. Elle est organisée par la FFF et ses ligues régionales.
| Date       | N o         | Adversaire                        | Lieu | Résultat          | Buteurs pour Saint-Étienne | Suite                          |
| ---------- | ----------- | --------------------------------- | ---- | ----------------- | -------------------------- | ------------------------------ |
| 07/01/2018 | 1/32e de f. | Nîmes Olympique (Ligue 2)         | Dom. | 2 - 0             | Berić 63e, Bamba 68e       | Qualifiés pour les 1/16e de f. |
| 24/01/2018 | 1/16e de f. | ESTAC Troyes (Ligue 1 Conformama) | Ext. | 1 - 1 (4 - 3 tab) | Maïga 48e                  | Éliminés                       |

## Joueurs en sélections nationales
Mise à jour le 6 septembre 2017.
| Nom        | Sélection      | Matchs amicaux | Matchs amicaux | Matchs amicaux | Matchs amicaux | Éliminatoires de compétition continentale ou internationale | Éliminatoires de compétition continentale ou internationale | Éliminatoires de compétition continentale ou internationale | Éliminatoires de compétition continentale ou internationale | Éliminatoires de compétition continentale ou internationale | Total | Total       | Total  | Total        |
| Nom        | Sélection      | MJ             | But inscrit    | Averti         | Carton rouge   | Éliminatoires                                               | MJ                                                          | But inscrit                                                 | Averti                                                      | Carton rouge                                                | MJ    | But inscrit | Averti | Carton rouge |
| ---------- | -------------- | -------------- | -------------- | -------------- | -------------- | ----------------------------------------------------------- | ----------------------------------------------------------- | ----------------------------------------------------------- | ----------------------------------------------------------- | ----------------------------------------------------------- | ----- | ----------- | ------ | ------------ |
| J. Bamba   | France espoirs | 0              | 0              | 0              | 0              | Éliminatoires CE espoirs 2019                               | 1                                                           | 1                                                           | 0                                                           | 0                                                           | 1     | 1           | 0      | 0            |
| A. Dioussé | Sénégal        | 0              | 0              | 0              | 0              | Éliminatoires CM 2018                                       | 0                                                           | 0                                                           | 0                                                           | 0                                                           | 0     | 0           | 0      | 0            |
| O. Selnæs  | Norvège        | 0              | 0              | 0              | 0              | Éliminatoires CM 2018                                       | 1                                                           | 0                                                           | 1                                                           | 0                                                           | 1     | 0           | 1      | 0            |

### Joueurs prêtés
Mise à jour le 6 septembre 2017.
| Nom        | Sélection | Matchs amicaux | Matchs amicaux | Matchs amicaux | Matchs amicaux | Éliminatoires de compétition continentale ou internationale | Éliminatoires de compétition continentale ou internationale | Éliminatoires de compétition continentale ou internationale | Éliminatoires de compétition continentale ou internationale | Éliminatoires de compétition continentale ou internationale | Total | Total       | Total  | Total        |
| Nom        | Sélection | MJ             | But inscrit    | Averti         | Carton rouge   | Éliminatoires                                               | MJ                                                          | But inscrit                                                 | Averti                                                      | Carton rouge                                                | MJ    | But inscrit | Averti | Carton rouge |
| ---------- | --------- | -------------- | -------------- | -------------- | -------------- | ----------------------------------------------------------- | ----------------------------------------------------------- | ----------------------------------------------------------- | ----------------------------------------------------------- | ----------------------------------------------------------- | ----- | ----------- | ------ | ------------ |
| O. Tannane | Maroc     | 0              | 0              | 0              | 0              | Éliminatoires CM 2018                                       | 2                                                           | 0                                                           | 0                                                           | 0                                                           | 2     | 0           | 0      | 0            |

## Équipe réserve
Mise à jour le 24 août 2017.
L'équipe réserve de l'ASSE sert de tremplin vers le groupe professionnel pour les jeunes du centre de formation ainsi que de recours pour les joueurs de retour de blessure ou en manque de temps de jeu.
Pour la saison 2017-2018, elle évolue en National 3 (nouveau nom de la CFA 2, depuis cette saison), soit le cinquième niveau de la hiérarchie du football en France, dans le groupe M (Auvergne-Rhône-Alpes). L'équipe réserve stephanoise monte a l'issue de la saison. 
| Journée | Date        | Adversaire                             | Lieu | Résultat |
| ------- | ----------- | -------------------------------------- | ---- | -------- |
| J01     | 20/08/2017  | Montluçon Football                     | Dom. | 2 - 1    |
| J02     | 260/08/2017 | Football Bourg-en-Bresse Péronnas rés. | Dom. | 0 - 0    |
| J03     | 03/09/2017  | Ytrac Foot                             | Ext. | 1 - 2    |
| J04     | 17/09/2017  | FC Aurillac-Arpajon                    | Dom. | 3 - 0    |
| J05     | 30/09/2017  | FC Vaulx-en-Velin                      | Ext. | 4 - 4    |
| J06     | 15/10/2017  | Ain Sud Foot                           | Dom. | 5 - 0    |
| J07     | 28/10/2017  | Chambéry SF                            | Ext. | 1 - 2    |
| J08     | 04/11/2017  | FC Bourgoin-Jallieu                    | Dom. | 0 - 1    |
| J09     | 18/11/2017  | SA Thiernois                           | Ext. | 0 - 2    |
| J10     | 26/11/2017  | Clermont Foot rés.                     | Dom. | 3 - 1    |
| J12     | 16/12/2017  | CS Volvic                              | Dom. | 0 - 1    |
| J11     | 06/01/2018  | FC Chamalières                         | Ext. | 0 - 2    |
| J13     | 14/01/2018  | FC Limonest                            | Dom. | 3 - 1    |
| J14     | 20/01/2018  | Football Bourg-en-Bresse Péronnas rés. | Ext. | 1 - 4    |
| J15     | 03/02/2018  | Ytrac Foot                             | Dom. | 3 - 0    |
| J17     | 25/02/2018  | FC Vaulx-en-Velin                      | Dom. | 2 - 0    |
| J16     | 03/03/2018  | FC Aurillac-Arpajon                    | Ext. | 0 - 3    |
| J18     | 10/03/2018  | Ain Sud Foot                           | Ext. | 1 - 2    |
| J19     | 18/03/2018  | Chambéry SF                            | Dom. | 2 - 2    |
| J20     | 24/03/2018  | FC Bourgoin-Jallieu                    | Ext. | 0 - 0    |
| J21     | 07/04/2018  | SA Thiernois                           | Dom. | 2 - 1    |
| J22     | 14/04/2018  | Clermont Foot rés.                     | Ext. | 0 - 0    |
| J23     | 22/04/2018  | FC Chamalières                         | Dom. | 3 - 0    |
| J24     | 28/04/2018  | CS Volvic                              | Ext. | 0 - 2    |
| J25     | 12/05/2018  | FC Limonest                            | Ext. | 0 - 5    |
| J26     | 19/05/2018  | Montluçon Football                     | Ext. | 1 - 2    |